# Stemma (corona)

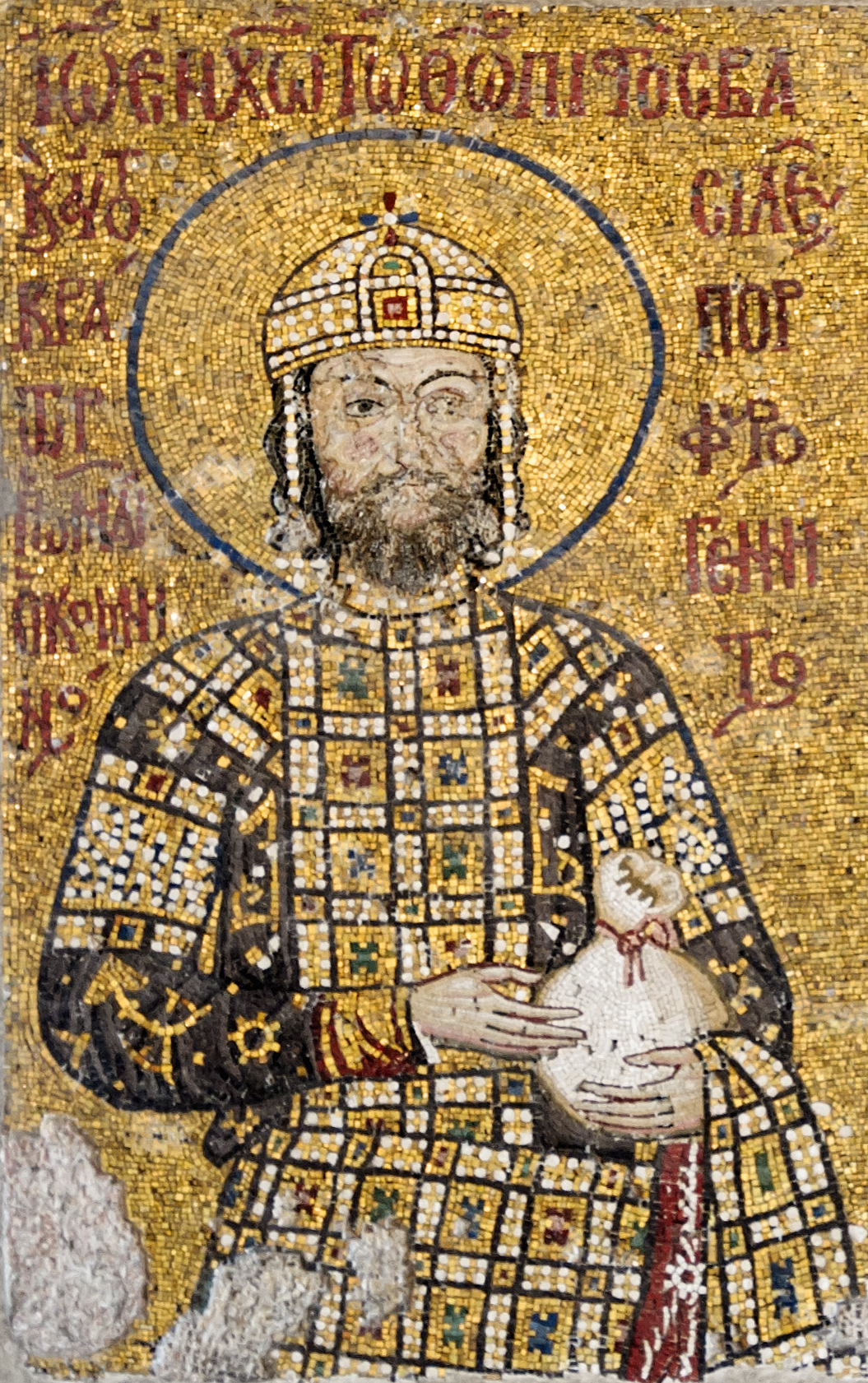
Emperador bizantino Juan II Comneno con un stemma o corona cerrada.

El stemma (en latín es clasificable como una corona clausa, o "corona cerrada") es una pieza de la indumentaria bizantina. Es un tipo de corona cerrada cuyos orígenes datan de tiempos previos a la Edad Media, durante la Grecia clásica. Durante la época cristiana el stemma frecuentemente era coronado con una cruz soportada por una o varias ramificaciones que cubrían la parte superior de la corona.
El stemma difiere del stephanos o corona abierta y recibe otro significado. El simbolismo manejado consiste en que el monarca que porte un stemma o corona cerrada, no tiene ningún ser superior sobre él (sólo Dios) y de esta forma, no es vasallo ni está sometido a otro rey o emperador.

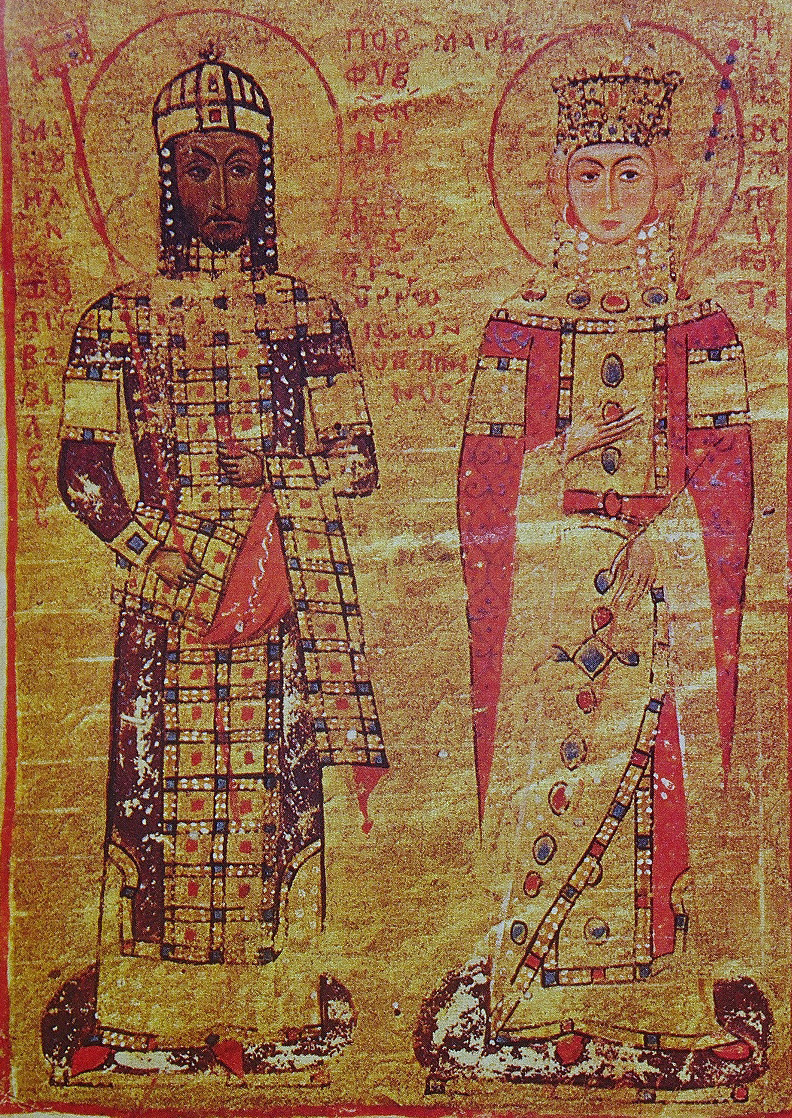
En esta ilustración se ve al emperador bizantino Manuel I Comneno portando un stemma o corona cerrada, y a su derecha su esposa la emperatriz María con un stephanos o corona abierta.

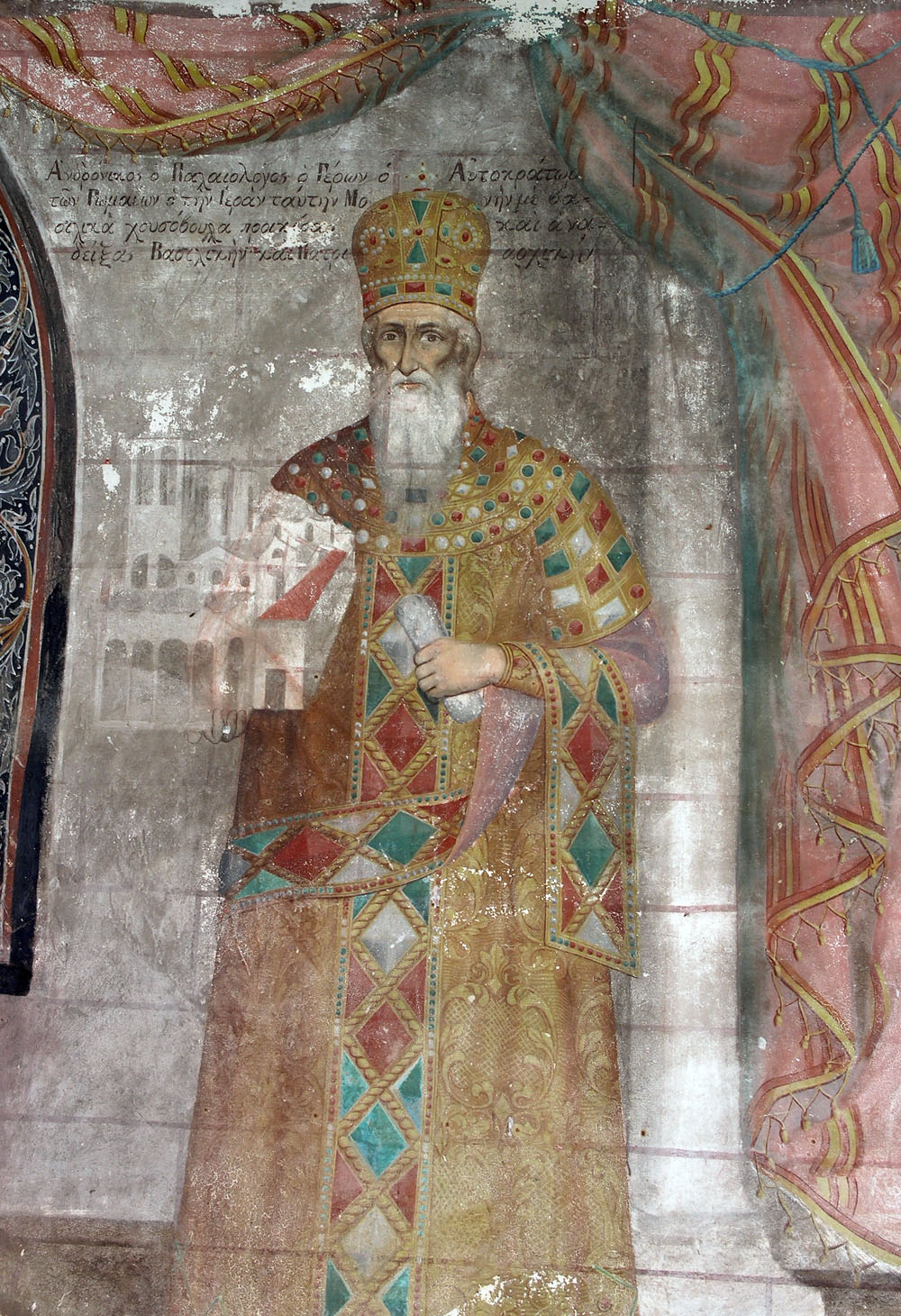
Fresco de Andrónico II portando una corona cerrada.

- Grierson, P. (1993). Catalogue of the Byzantine Coins in the Dumbarton Oaks Collection and in the Whittemore Collection, 2: Phocas to Theodosius III, 602-717. Universidad de Harvard. Estados Unidos.
- Kropf, L. (1898). The English Historical Review, Vol. 13, n.º 50. Oxford University Press. Reino Unido.

- Datos: Q6133975
- Multimedia: Category:Stemmata (imperial crowns) / Q6133975